# Кудревецкий, Василий Васильевич
Василий Васильевич Кудревецкий (1859 — после 1936) — врач-терапевт, ординарный профессор и ректор Императорского Варшавского университета.

## Биография
Родился в семье священника Черниговской губернии. Окончил курс естественного отделения физико-математического факультета Новороссийского университета и с 1882 года посещал лекции математического отделения. Учился в Военно-медицинской академии. В 1890 году получил степень доктора медицины, а в 1891 году был послан академией для усовершенствования за границу; затем получил звание приват-доцента по клинике внутренних болезней.
В 1895 году возглавил кафедру факультетской терапевтической клиники Варшавского университета.
В 1911—1912 годах был ректором Императорского Варшавского университета.
Труды Кудревецкого:
- «Материалы к физиологии поджелудочной железы» (диссерт., 1890; эта работа в 1894 была напечатана в «Archiv f. Anat. und Physiologie» под заглавием «Chemismus der Pankreasabsonderung unter dem Einflusse der Nervenreizung»);
- «Ueber Tuberculose des Pankreas» («Zeitschr. f. Heilkunde», 1892);
- «Zur Lehre von der durch Wirbelsäulentumoren bedingten Compressionserkrankung des Rückenmarkes» (ib., 1892);
- «Recherches experimentales sur l’immunisation contre la diphtérie» («Arch. de med. experim. et d’anat. path.», 1893).